# اليوم العالمي للحجاب البنفسجي

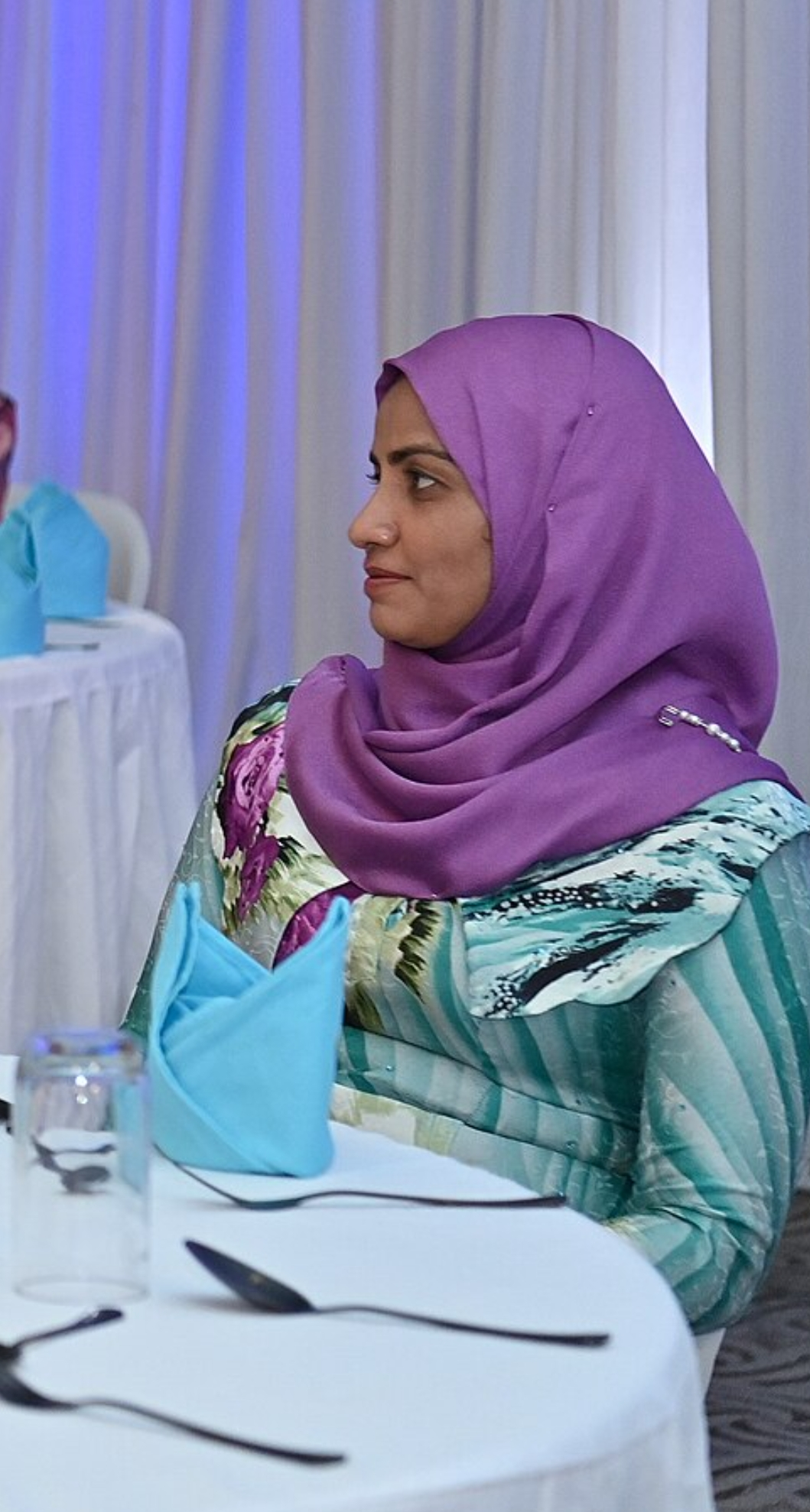
نساء يرتدين الحجاب البنفسجي

اليوم العالمي للحجاب البنفسجي (أحيانا يعرف باليوم الدولي للحجاب أو اليوم العالمي للحجاب والكوفية البنفسجيين) هو اليوم العالمي لإحياء ذكرى أولئك الذين تعرضوا للعنف المنزلي، يقام في السبت الثاني من كل فبراير، وغالبا ما يحتفل به المسلمون، حيث ترتدي النساء الحجاب البنفسجي، ويمكن لأي شخص أن يشارك فيه من خلال ارتداء قطعة ملابس ذات لون بنفسجي خلال اليوم مثل وشاح، ربطة عنق أو كوفية.

## نظرة عامة
يعتقد الكثيرون أن العنف ضد المرأة مسموح ومصرَّح به في الإسلام. شبكة بيت السلام، وهي مجموعة تعمل مع النساء اللاتي تعرضن للعنف المنزلي صرَّحت بأن "أحد أكثر الأفكار الشائعة قبحاً هي أن الإسلام يعطي الحق للرجال في ضرب زوجاتهم. صوت المرأة الليبية، المنظمة التي أطلقت يوم الحجاب البنفسجي لأول مرة في ليبيا صرَّحت بأن هذا سوء فهم رهيب وإساءة مُتَعمَّدة للدين.
بل على العكس من ذلك تماما على حد قولهم فإن الإسلام يُعلِّم «المسلمين ألا يقوموا بإيذاءالآخرين» سناء طارق، والتي نظمت الحدث في أدمونتون، تقول بأنه «لا ينبغي اعتبار المسلمات مضطهدات» وأن العنف المنزلي هوأمر تهتم به المجتمعات بجميع فئاتها.

## تاريخه
عندما تم اغتيال آسيا الزبير، المسلمة الأمريكية وأحد المساهمين في تأسيس Bridges TV ، على يد زوجها، اتضح أنها عانت سنوات من العنف المنزلي على يد زوجها. مقتل الزبير قد «أدى إلى تغييرات جذرية في طريقة تصدي المجتمعات المسلمة للعنف المنزلي»، قالت آسيا مجيد، والتي تعمل في شبكة بيت السلام. في غضون أيام من وفاة الزبير، بدأت جهود شعبية بالمجاهرة بالقول ضد العنف الأسري في المجتمع الإسلامي. اغتيلت الزبير في الثاني عشر من شهر فبراير عام 2009، ويقام اليوم العالمي للحجاب البنفسجي كل عام في تاريخ مقارب لتاريخ وفاتها من أجل أن نتذكرها ونتذكر العنف المنزلي التي تعرضت له.
اُحتفل بأول يوم للحجاب البنفسجي في الثالث عشر من شهر فبراير عام 2010. وقد تم اختيار اللون البنفسجي لأنه «يرتبط بالحداد». الأشخاص الذين أطلقوا اليوم العالمي للحجاب البنفسجي يشددون على أن اليوم ما هو إلا نوعا من الرمزية، إلا أن «العمل وإظهار الوحدة سوف يبعث رسالة قوية لتحقيق التقدم في مجتمعاتنا». تَضَّمن الحدث في عامه الأول ورش عمل في ولاية رود آيلاند، وصلوات ولحظة من الصمت في أتلانتا.

## الأحداث
- احتفلت ليبيا عن طريق توزيع دراسة استقصائية والتي يمكن ملؤها دون ذكر الاسم وتم سؤال النساء عن العنف المنزلي.[9] تم تسليم نتائج الدراسة الاستقصائية إلى رئيس الوزراء الليبى.[9]
- بعض الجماعات مثل المركز الثقافى الإسلامي في ايرلندا، اختار الاحتفال في يوم آخر، الأربعاء، وتم تقديم المعلومات والمرطبات.[10]
- في عام 2015، استخدم يوم الحجاب البنفسجي هذه الأوسمة، #EndViolenceAgainstWomen, #PurpleHijabDay and #MuslimLivesMatter لنشر الوعي عن اليوم.[11]